# 阿薩姆跳棋
阿薩姆跳棋（Terhuchu），是流傳於阿薩姆的兩人跳棋類，是錫蘭跳棋的擴大版。

## 棋具
- 棋盤為五橫五豎的橫縱線交叉，另有東南-西北向、西南-東北向的斜線各三條。四邊中點與四角頂點作為八個三角形的頂點，加上有十字線的三角形。組成共七十三個棋點。

- 各以兩色棋子區分敵我，每方各有三十五枚。

## 規則
- 棋子皆放在棋點上。每方將己棋全放在最靠近自方右側與下側的棋點，剩下棋盤中心三個以橫方向排列的棋點為空棋位。

- 任何棋子皆須需棋盤線移動。

- 每回合玩家可能有二種行動，以跳吃為優先：
  - 跳吃。己棋跳過一枚鄰邊的敵棋落到同線的緊連空點，然後把被跳過的敵棋移出棋盤，可再吃子時必須連跳吃。
  - 移子。移動一己子到鄰處的空棋點。

- 消滅或阻礙所有敵棋者獲勝[1]。

## 外部連結
- 遊戲圖片 （页面存档备份，存于）